# عناكب وشقية
العناكب الوشقية أو العناكب الفهدية أو أكسيوبيات (الاسم العلمي: Oxyopidae)، فصيلة عناكب من رتيلاوات الشكل التي وصفها أول مرة تامرلان ثريل في عام 1870. معظم أنواعها لا تستخدم سوى القليل من الشبكات النسيج، بدلاً من ذلك تقضي حياتها كعناكب صيادة على النباتات.